# Теодора Кантакузин (супруга Алексија IV)
Теодора Кантакузин Велика Комнина (умрла 12. новембра 1426. године), била је супруга цара Алексија IV од Трапезунта. У својој хроници, Лаоник Халкокондил истиче њену лепоту, њен син Јован Велики Комнин је оптужио да је имала аферу са протовестијарeм трапезунтског двора; међутим, други извештаји је описују као верну и вољену жену, која је чувала мир између цара Алексија IV и његових синова. У оба случаја, током њеног живота њихов син Јован је побегао у Грузију и вратио се тек након Теодорине смрти.

## Породица
Византолог Доналд Никол описује Теодорино порекло као „нејасно“. Ектесис Хроника имплицира да је била ћерка носиоца војног чина протостратора, а Никол напомиње да постоје хронолошки разлози против поистовећивања њеног оца са извесним Манојлом Кантакузином који је послат у дипломатску мисију султану Мехмеду I у зиму 1420- 1421.
Међутим, Тјери Ганчоу је пружио доказе који указују на то да је Теодора била најстарија ћерка Теодора Палеолога Кантакузина, ујака цара (Манојла II Палеолога), и Хелене Оуресине Дукине, и наводи њену браћу по редоследу рођења: Димитрије, протостратор Манојло, Ђорђе, мега доместик Андроник, и Тома. Он тврди да су ови докази игнорисани због неоправданог ослањања на списе Теодора Спандоунеса, који је писао много после поузданијих савремених извора.

## Живот
Рођена у Цариграду око 1382. године, Теодора је имала само тринаест година када је 1395. године постала супруга цара - савладара Алексија IV Великог Комнина, који је био приближно истих година. Она је постала владајућа царица када је њен муж постао једини цар Трапезунтског царства након смрти њеног свекра, цара Манојла III, 1417. године.
Одломак у Историји Халкокондила каже да је Теодора постала љубавница протовестијара на Трапезунтском двору, што је чин прељубе који је испровоцирао њеног сина Јована IV да убије званичника, а затим затвори своје родитеље у палату. Његове родитеље спасили су архонти града који су Јована послали у прогонство у Грузију. Међутим, овај одломак се сматра једним од неколико интерполација у Халкокондиловој Историји; писар у једном реду преноса текста примећује разлику у стилу, додајући на почетку одломка напомену да „изгледа да је ово написао неко други а не Лаоник“, а на крају одломка завршава се још једна белешка која наводи „одавде је Лаоник“. Даље, прича је у супротности са хронологијом и другим изворима. Можда је писац ове приче побркао са ранијом афером између члана царске породице Трапезунта и протовестијара, наиме цара Манојла III, Теодориног свекра. Овај скандал наводи шпански путник Руј Гонзалес де Клавијо, који је посетио Трапезунт 1404. недуго после догађаја. Он додаје да је ова скандалозна веза навела младог цара Алексија IV, Теодориног мужа, да се побуни против свог оца цара Манојла III.
Цар Манојло III је умро 5. марта 1417. године. Алексије IV га је наследио а Теодора је постала царица. Остала је царица скоро деценију до своје смрти у трећем сату ноћи. Теодора је сахрањена у цркви Богородице Хрисокефале на Гидонском гробљу са осталим царевима Трапезунта.
Чини се да се тек после Теодорине смрти (1426. године), Јован IV побунио против свог оца, јер његова покојна мајка више није могла да посредује у све већем ривалству између оца и сина. Напротив, врлину, побожност и верност царице Теодоре прославља њен сународник, учењак Василије Висарион, у три монодије које је посветио својој добротворки, и у посебној беседи утехе упућеној цару Алексију IV, неутешном од смрт његове вољене царице. На крају, али не и најмање важно, сам Јован IV је, након свог ступања на престо 1429. године, одао почаст врлинама своје преминуле мајке у хрисовуљи у корист манастира који је она основала.

## Деца
Теодора се удала за цара Алексија IV  са којим је имала шесторо познате деце:
- Елена Трапезунтска (око 1395 - 1410), која се удала за српског деспота Ђурађа Бранковића, била је његова прва супруга.
- Ћерка, која се удала за Џахан Шаха владара Кара Којунлуа
- Јован IV Трапезунтски (око 1403–1460).
- Марија Трапезунтска (око 1404–1439); удала за цара Јована VIII Палеолога.
- Александар Трапезунтски, савладар са оцем; оженио се Маријом Гатилузио, ћерком Дорина I, господара Лезбоса.
- Давид Трапезунтски (око 1408–1463).

Две ћерке су каснији генеалози придодали цару Алексију IV и царици Теодори. Мишел Куршански је тврдио да се ови бракови заправо никада нису ни догодили, а њихово постојање је засновано на погрешном читању интерполације Халкондила. Ове ћерке су:
- Теодора од Трапезунта, претпоставља се да се удала за Али Бега владара Ак Којунлуа. О овом браку нема помена ни у једном савременом извору. Могуће је да је помешана са Теодором Деспином, ћерком цара Јована IV и женом Узун Хасана, сина Али Бега. Друга опција је била да се Теодора у ствари удала за Осман-бега, Алијевог оца.
- Евдокија Валенца од Трапезунта, жена Николоа Криспа, господара Сироса. Предложена је за ћерку цара Алексија IV када се тврдња амбасадора Катарина Зенона у његовим белешкама да је она ћерка Јована IV показала као лажна или његова грешка. Други историчари уместо тога тврде да је она била жена из Ђенове.